# Coulounieix-Chamiers
Coulounieix-Chamiers é uma comuna francesa na região administrativa da Nova Aquitânia, no departamento Dordonha. Estende-se por uma área de 21,71 km². Em 2010 a comuna tinha 7 755 habitantes (densidade: 357,2 hab./km²).